# SimSimi
SimSimi là một trí tuệ nhân tạo, ứng dụng trò chuyện thông minh được được ISMaker tạo ra vào năm 2002. Ứng dụng này thiết kế cho những thiết bị chạy hệ điều hành Android, Windows Phone và iOS. SimSimi phát âm như "shim-shimi", trong tiếng Hàn từ simsim (심심) có nghĩa là "buồn chán".

## Tranh cãi
SimSimi từng gây ra tranh cãi và biểu tình tại Thái Lan vì những phản hồi chứa các từ ngữ thô tục và phê bình của các chính trị gia hàng đầu dẫn đến việc họ bị kiểm duyệt ở quốc gia đó.
Cũng cần lưu ý rằng vì chương trình "học hỏi" từ những gì người dùng viết, nhiều người đã lợi dụng điều này, dẫn đến việc SimSimi đưa ra các phản hồi có chứa, ví dụ: lăng mạ, nội dung khiêu dâm hoặc tuyên bố "gián điệp" đến người dùng. Điều này đã gây ra sự phẫn nộ của nhiều người, đặc biệt là các bậc phụ huynh có con nhỏ khi nhận được phản hồi như vậy, khiến nhiều người cho rằng, ví như đằng sau lá đơn có một vòng ấu dâm.